# Под яркото слънце
„Под яркото слънце“ (на френски: Plein soleil) е френско-италиански трилър от 1960 г. на френския кинорежисьор Рене Клеман, с участието на Ален Делон, Морис Роне и Мари Лафоре.

## Сюжет
Внимание:  Текстът по-долу разкрива сюжета на произведението (или части от него)!
Том Рипли е на 25 години, бедно момче, изпратено в Италия, за да убеди богатия бизнесмен Филип да се върне САЩ. Италианският живот обаче е по-силен от него и наред с всичките удоволствия, той се влюбва в приятелката на Филип. Не минава много време преди да започне да крои планове как да му я открадне под носа и да избяга с нея. На всичкото отгоре иска да открадне и самоличността на Филип.

## В ролите
| Изпълнител    | Роля            |
| ------------- | --------------- |
| Ален Делон    | Том Рипли       |
| Морис Роне    | Филип Грийнлийф |
| Мари Лафоре   | Мардж Дювал     |
| Ерно Криза    | Рикорди         |
| Франк Латимор | О`Брайън        |
| Били Кирнс    | Фреди Майлс     |
| Аве Минки     | Синьора Джана   |
| Рене Клеман   | сервитьор       |
| Роми Шнайдер  | момиче          |